# Lavamünd
Lavamünd est une commune autrichienne du district de Wolfsberg en Carinthie.